# Colonia California, Guerrero
Colonia California är en ort i Mexiko.   Den ligger i kommunen Iguala de la Independencia och delstaten Guerrero, i den södra delen av landet, 130 km söder om huvudstaden Mexico City. Colonia California ligger 728 meter över havet och antalet invånare är 259.
Terrängen runt Colonia California är huvudsakligen kuperad, men åt nordväst är den bergig. Runt Colonia California är det ganska tätbefolkat, med 116 invånare per kvadratkilometer. Närmaste större samhälle är Iguala de la Independencia, 3,4 km nordost om Colonia California. I omgivningarna runt Colonia California växer huvudsakligen savannskog.